# United Aircraft
Pour les articles homonymes, voir United Aircraft Corporation.
La United Aircraft Corporation est une entreprise américaine fondée en 1934, dans le secteur de la construction aéronautique. Elle est constituée par Pratt & Whitney, Sikorsky, Vought et Hamilton Standard après la scission de United Aircraft and Transport Corporation. En 1975, la compagnie devient la United Technologies Corporation.

## Histoire

### 1934
À la suite du scandale Air Mail (en), une nouvelle loi antitrust (Air Mail Act du 12 juin 1934) reconfigure le système du courrier aérien en interdisant aux équipementiers et aux transporteurs de détenir des intérêts dans les mêmes compagnies.
United Aircraft and Transport Corporation est alors scindé en United Airlines (compagnie aérienne) et United Aircraft, domiciliée à Hartford, qui regroupe les manufacturiers de l'est du Mississippi — Pratt & Whitney, Sikorsky et Vought —, sous la présidence de Frederick Rentschler, fondateur de Pratt & Whitney. Tous les intérêts manufacturiers de l'ouest du Mississippi intègrent Boeing.
La probabilité d'un conflit armé majeur ne cessant de croître, la seconde moitié des années 1930 est caractérisée par l'augmentation des achats de matériels militaires dans le monde entier. United Aircraft fournit à la fois l'armée américaine et la Navy, mais les spécialités des filiales (Pratt & Whitney, Chance Vought et Sikorsky) sont plus adaptées aux exigences de la Navy concernant les caractéristiques des appareils embarqués — rapports puissance/poids maximisés pour une longueur de piste de décollage réduite.
Le 4 mars 1939, United Aircraft devient une composante du plus vieil indice boursier du monde, le Dow Jones Industrial Average, United Aircraft et AT&T ont été ajoutés pour remplacer Nash Motors et International Business Machines[réf. souhaitée]. United Aircraft, connue par la suite sous le nom de United Technologies Corporation, est depuis lors restée une composante de l'indice du New York Stock Exchange[réf. souhaitée].

### 1940 - 1950
Pour les filiales d'United Aircraft comme pour les autres entreprises manufacturières, la Seconde Guerre mondiale est un défi consistant à répondre à une demande illimitée de production,.

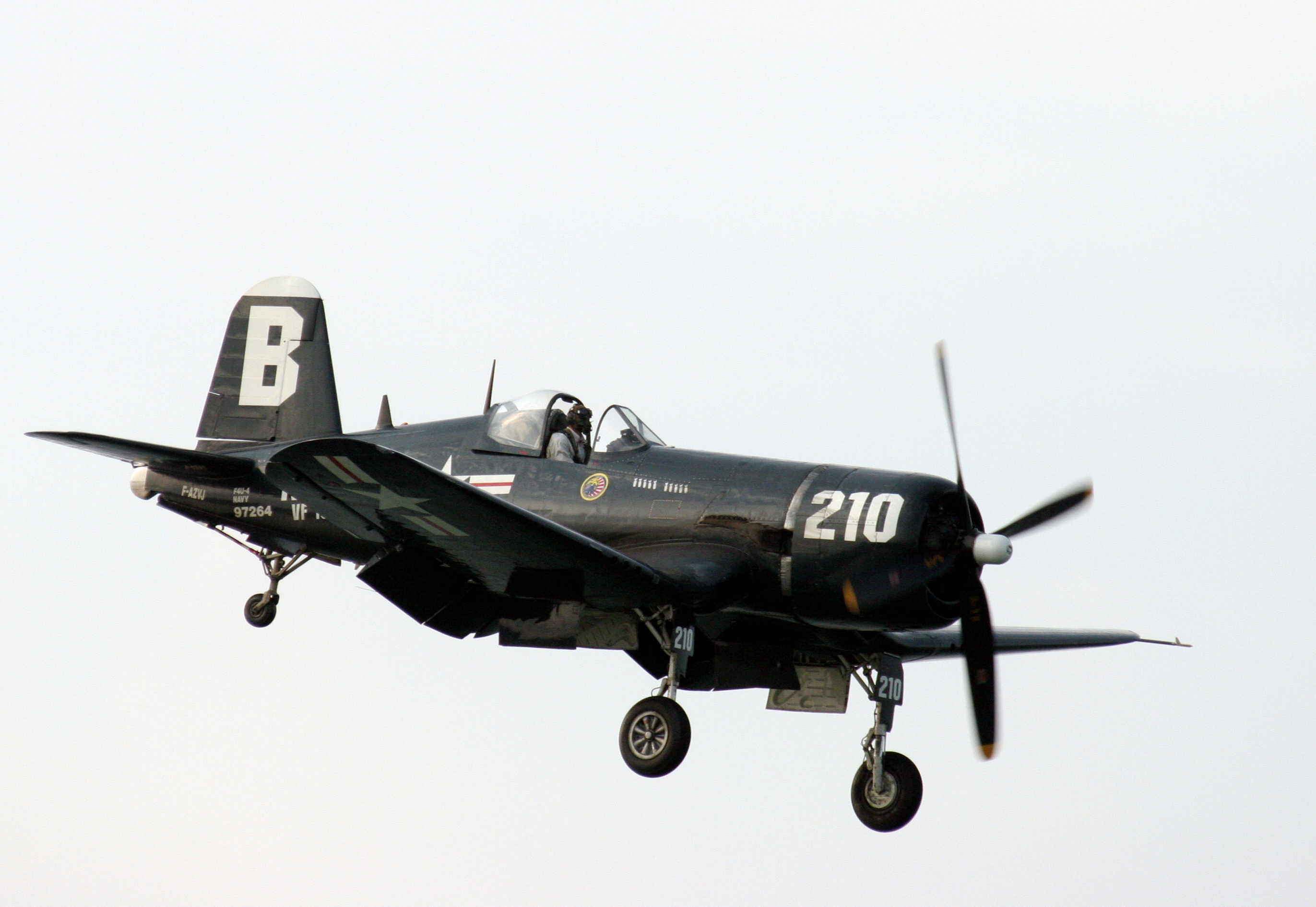
Corsair F4U-4-Navy

Au cours de cette période, United Aircraft réalise l'un de ses appareils parmi les plus connus, le Chance Vought F4U Corsair, qui fait son premier vol le 29 mai 1940, s'illustre notamment dans la Guerre du Pacifique — au sein de l'US Navy et de l'US Marine Corps —, équipe successivement plusieurs pays et livre ses derniers combats lors de la guerre de Cent Heures, en 1968.
Les entreprises qui connaissent le risque de surabondance des moyens de production d'après-guerre sont encouragées à construire des usines par le gouvernement. Dans de nombreux cas, un compromis est trouvé dans lequel le gouvernement assume partiellement ou totalement les expansions sous forme d'allégements fiscaux et de dépréciation accélérée.
En termes de valeur des contrats de production en temps de guerre, United Aircraft se classe, pendant cette période, au sixième rang des sociétés américaines. À la fin de la guerre, le moteur à réaction et l'hélicoptère sont des nouveautés dont la croissance à venir est attendue par de nombreuses entreprises. United Aircraft est concerné par les deux secteurs, respectivement via Pratt & Whitney et Sikorsky.

### 1950 - 1960
Le motoriste Pratt & Whitney a d'abord craint que  Rolls-Royce et General Electric n'aient pris une longueur d'avance sur la conception des réacteurs en raison de l'avancée de leurs  programmes pendant la guerre et à la fin des années 1940. L'équipe dirigée par Leonard S. Hobbs, développe cependant avec succès le Pratt & Whitney J5. Un réacteur qui, en se révélant le plus puissant sur le marché, va apporter la rentabilité au constructeur dans le domaine des avions à réaction. Vought devient une entreprise indépendante en 1954, Rentschler meurt deux ans plus tard.

### 1960 - 1970
Les années 1960 amènent de nouveaux défis, la technologie se complexifie, les avions s'agrandissent et deviennent plus couteux, le marché gagne en maturité avec la concurrence de plus en plus rude d'entreprises comme GE, Rolls Royce ou SNECMA. Les concours lancés pour la conception d'appareils tels que le Lockheed C-5 Galaxy et Le Boeing 747 font courir des risques financiers parmi les plus importants. Pratt & Whitney produit finalement le JT9D destiné au 747. Sur le plan militaire, un programme d'achats groupés aboutit au F-111 Aardvark, alimenté par le Pratt & Whitney TF30.
Quelques appareils motorisés par Pratt & Whitney (JT9D et TF30, pour le F-111) :

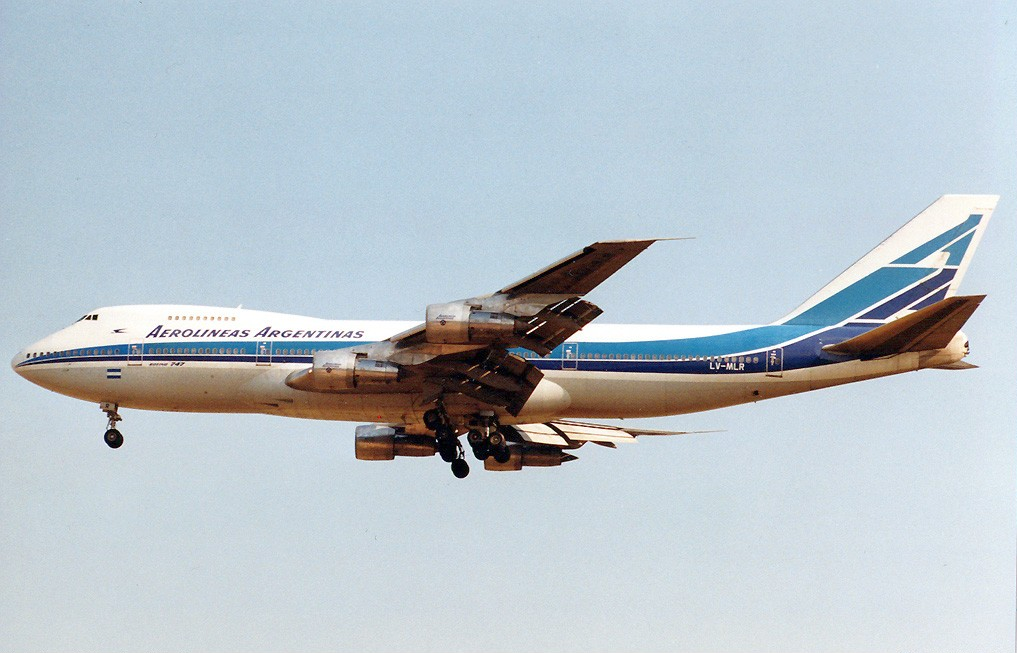
Boeing 747
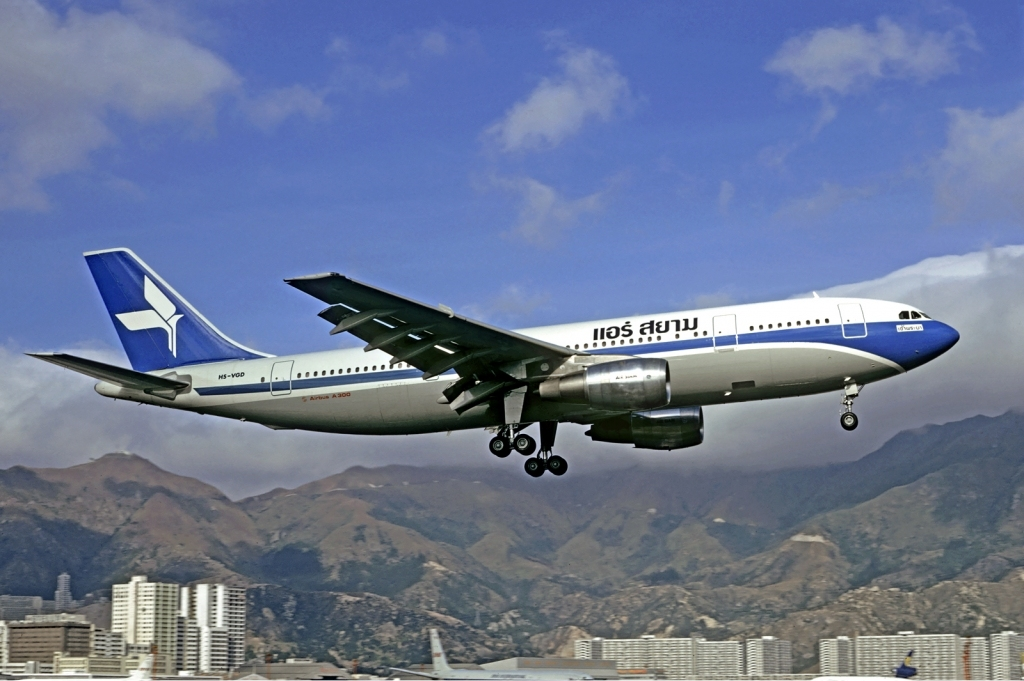
Airbus A300
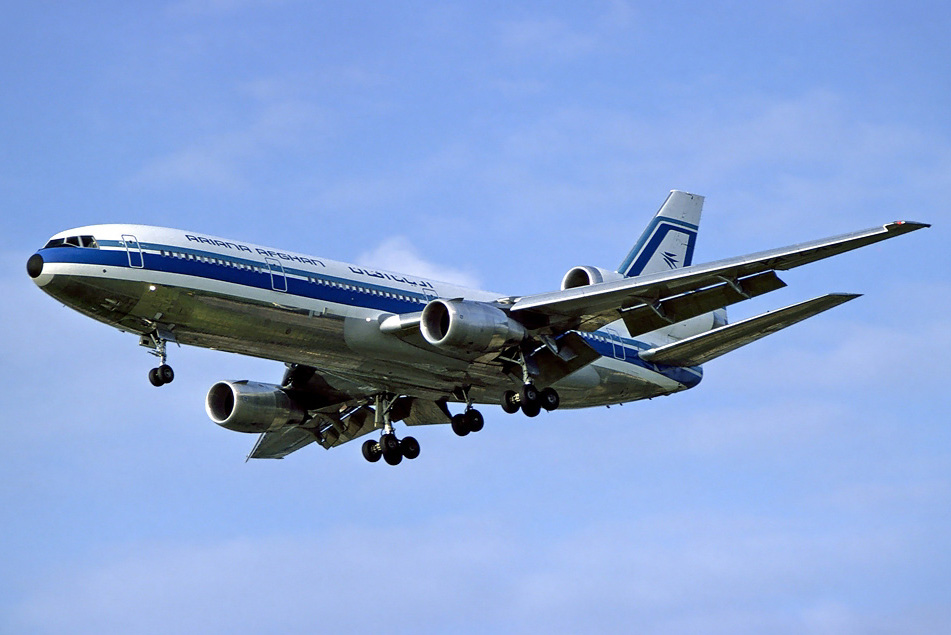
DC-10
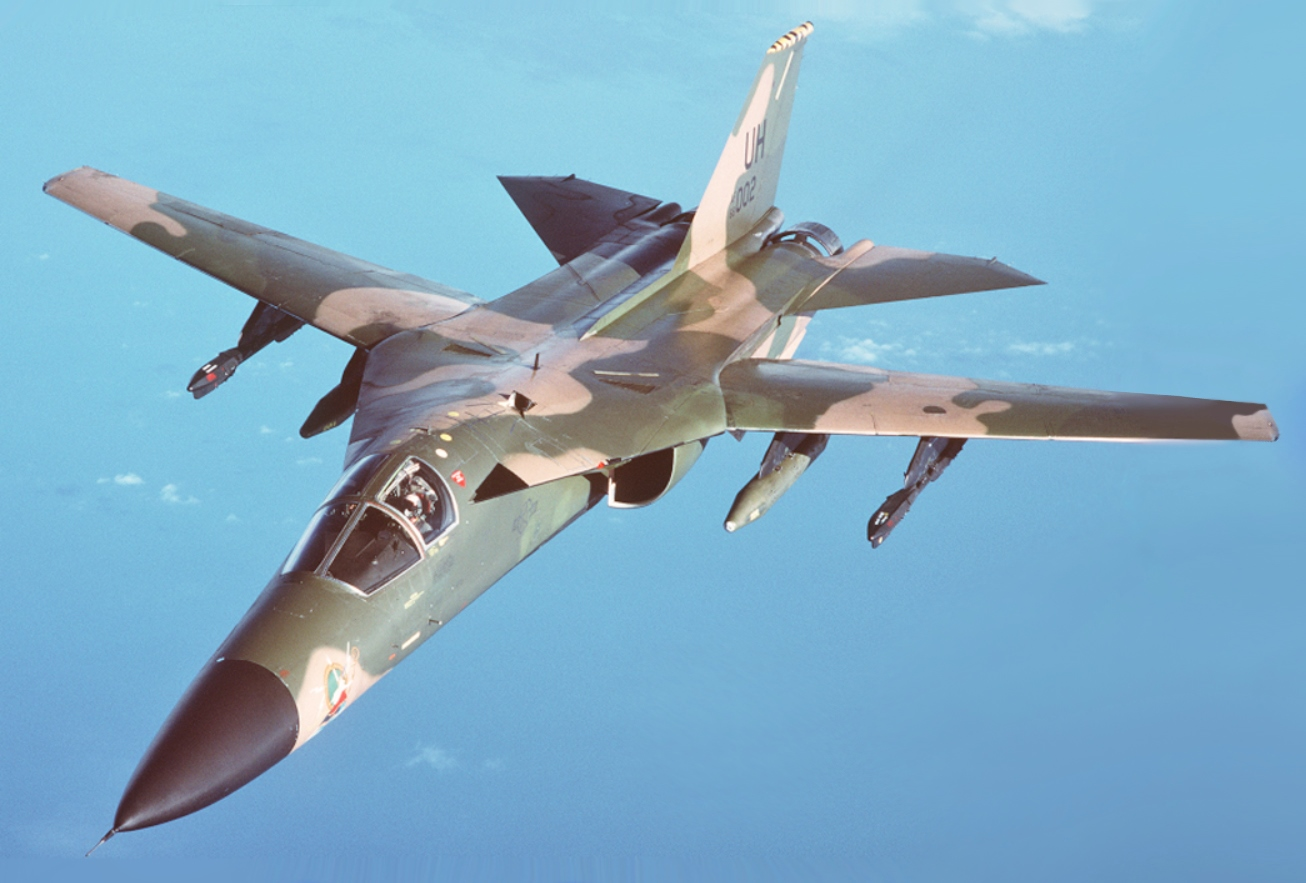
F-111 Aardvark

United Aircraft a par ailleurs acquis la compagnie de chemin de fer Chesapeake and Ohio Railway et a conçu le Train Turbo pour participer au projet de démonstration du corridor nord-est du ministère des Transports américain. Pullman Company en utilisa deux rames de 1967 à 1968 pour la Penn Central Transportation Company et plus tard pour Amtrak de 1968 à 1980.

### Années 1970
En 1974, Harry Gray (en) quitte Litton Industries pour devenir le président-directeur général d'United Aircraft. Il poursuit une stratégie de croissance, changeant le nom de la société mère en United Technologies Corporation (UTC) en 1975 pour refléter l'intention de diversifier l'activité dans de nombreux domaines de haute technologie au-delà de l'aérospatiale.